# Archimonocelis meixneri
Archimonocelis meixneri är en plattmaskart som beskrevs av Martens och Curini-Galletti 1993. Archimonocelis meixneri ingår i släktet Archimonocelis och familjen Archimonocelididae. Inga underarter finns listade i Catalogue of Life.